# إيمة شفانية
إيمة شفانية (الاسم العلمي:Imma diaphana) هي نوع من الحشرات تتبع جنس الإيمة من فصيلة الإيميات.